# Samuil Marșak

Samuil Marșak

Samuil Yakovlevici Marșak (în rusă Самуил Яковлевич Маршак; n. 22 octombrie/3 noiembrie 1887, Voronej, Imperiul Rus – d. 4 iulie 1964, Moscova, RSFS Rusă, URSS) a fost un scriitor, traducător și poet evreu rus.
A scris literatură pentru copii și tineret pe teme din acea perioadă. Lirica sa este meditativă, caracterizată prin trăirea lirică a peisajului. A mai scris piese de teatru pentru copii, epigrame, satire.
A fost un bun traducător din lirica engleză.
Marșak a primit de patru ori Premiul de stat al URSS și de două ori Decorația Lenin.

## Scrieri
- 1926: Bagaj („Bagajul”);
- 1933: Mister Twister, pamflet satiric;
- 1943: Dvenadțat mesiațev („Cele douăsprezece luni”);
- 1962: Izbrannaia lirika („Lirică aleasă”);
- 1964: Umnîe veșci („Lucruri înțelepte”);
- 1965: Liriceskie epigrammî („Epigrame lirice”).